# Stedelijk Onze-Lieve-Vrouweziekenhuis

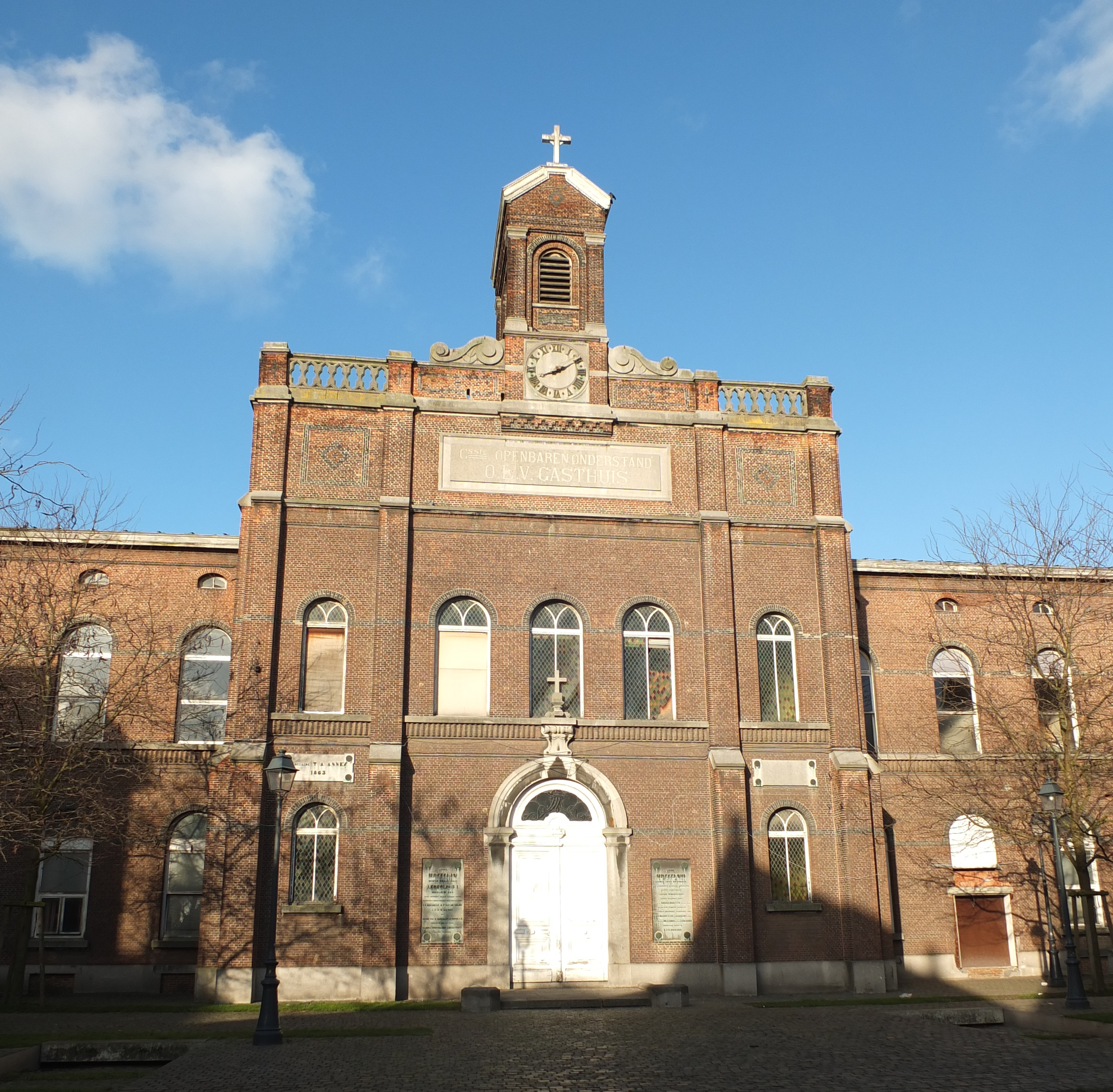

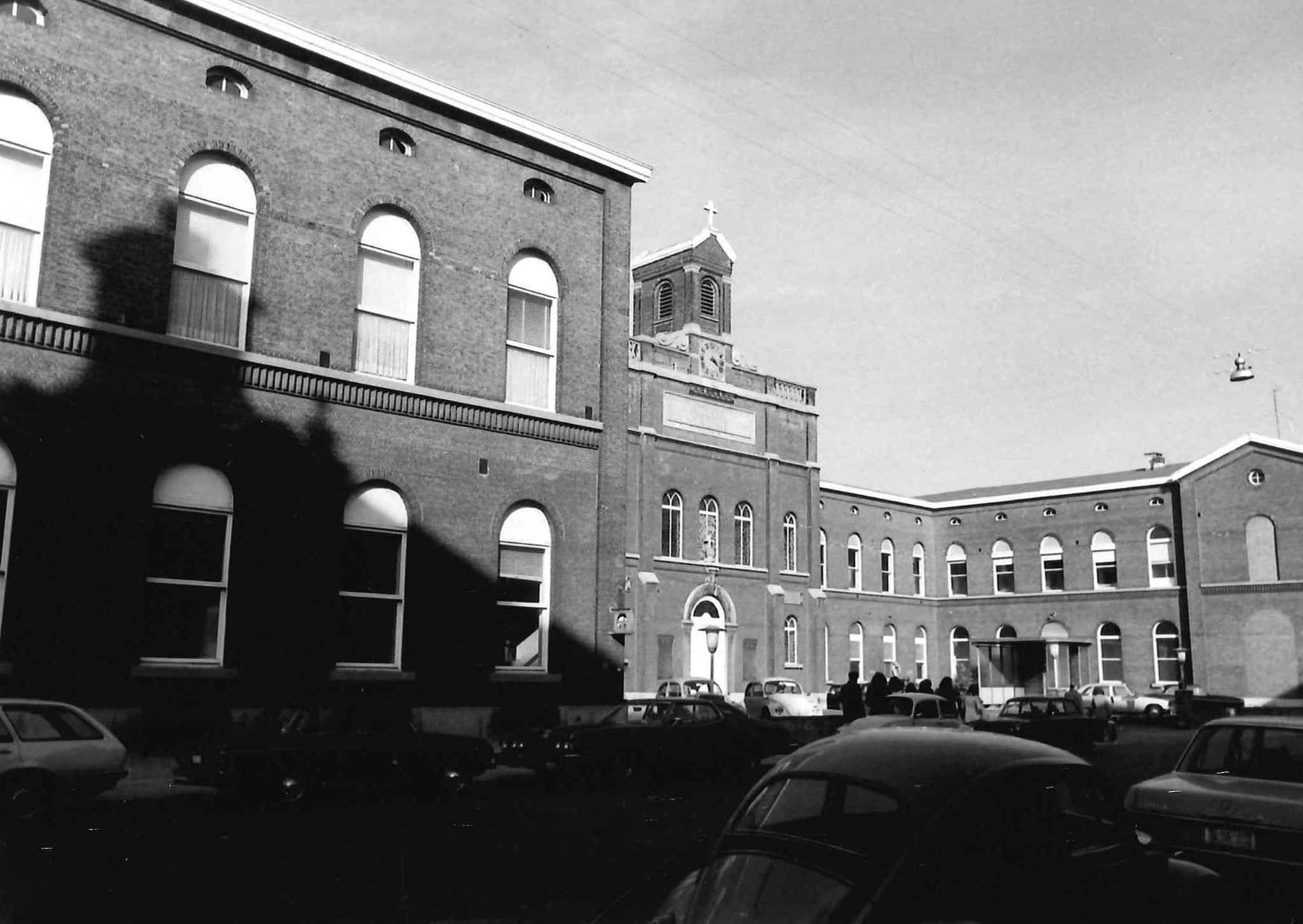
Het gebouw in 1979

Het Stedelijk Onze-Lieve-Vrouweziekenhuis of het Oud Gasthuis is een gebouw in de stad Mechelen in de Keizerstraat en aan het Margareta van Oostenrijkplein.
In 1198 richtten de gasthuiszusters Augustinessen een hospitaal op aan de rand van de stadswal. Het oorspronkelijke hospitaal lag in de Onze-Lieve-Vrouwestraat. Na de Franse revolutie werd deze instelling overgenomen door het Bestuur der Burgerlijke Godshuizen (voorloper van het OCMW en Sociaal Huis).
Pas in 1857 verhuisde dit ziekenhuis naar een nieuw gebouw op het domein van het oude jezuïetenklooster in de Keizerstraat. De Mechelse architect Charles Drossaert junior ontwierp het nieuwe ziekenhuis. De eerstesteenlegging van het gasthuis vond plaats op 3 juli 1854 in het bijzijn van koning Leopold I. De kloosterkapel werd ingewijd op 31 mei 1858.
Een groot gedeelte van het eigenlijke ziekenhuis moest tussen 1996 en 2000 plaats ruimen voor een nieuwe ziekenhuisvleugel (dat in 2023 alweer werd afgebroken na verhuis naar het Algemeen Ziekenhuis Sint-Maarten). Hierdoor resteert van het in 1857 voltooide complex enkel nog de U-vormige vleugel aan de Keizerstraat met centraal gelegen kapel. In 2005 werden de kapel, gevels en daken van het U-vormige gebouw beschermd als monument.
De federale Regie der Gebouwen kocht het gebouw in 2007 van de welzijnsvereniging Dodoens. Toen waren er plannen om er het Mechelse gerechtshof, dat aan de overkant van de straat in het Hof van Savoye is gevestigd, in uit te breiden na een ingrijpende restauratie, maar die plannen werden nooit uitgevoerd. 
Na jarenlange leegstand kocht eind 2021 de stad Mechelen het gasthuis opnieuw over van de Regie der Gebouwen voor 1,3 miljoen euro. De stad wil het gebouw verkopen met de mogelijkheid om op de bovenste verdiepingen een private invulling te realiseren, in combinatie met de voorwaarde om het volledige gelijkvloers ter beschikking te stellen aan de stad. Hier komt ’t Gasthuis, een centrale plek voor mensen met kanker. Chef Seppe Nobels neemt vanaf januari 2024 tijdelijk zijn intrek in het gebouw en bouwt er een gastronomisch opleidingstraject uit met vluchtelingen.